# 台視衛星冠軍頻道
台視衛星冠軍頻道，簡稱冠軍頻道、CTTV，是臺灣電視公司（台視）唯一的有線電視頻道，1997年5月2日開播，1997年5月16日停播。其節目以新聞為主，但仍播體育、戲劇、綜藝等類型的節目。

## 歷史
1989年9月8日，台視成立「有線電視研究專案小組」，成為老三台第一家以行動宣示加入有線電視事業的電視台。
1996年10月16日，台視臨時董事會決定在有線電視領域開闢第二頻道，交由新聞部負責執行籌劃第二頻道，第二頻道定名為「台視衛星冠軍頻道」（CTTV）。1997年3月1日，台視新聞部籌劃了兩個月後，新聞部經理李四端請辭獲准；同月20日，李四端請辭案生效，顧安生接任新聞部經理。1997年3月12日，台視行政部取得台視衛星冠軍頻道的使用執照與「CTTV」商標專利。1997年3月24日，台視工程部主控組完成自行組裝台視衛星冠軍頻道主控室臨時播映系統，台視衛星冠軍頻道同時開始每日試播18小時。
1997年4月3日，台視召開記者會，公布台視衛星冠軍頻道各節新聞之主播群：李傳慧與楊秀娟播報晨間新聞、午間新聞及上午的股市快訊，白詩禮暫定播報14:00及16:00各一節的午後新聞，陳靜蘭與陳石定播報每週一至週五19:30～20:00的閩南語晚間新聞（其他各節新聞為國語新聞），林達與王巧俐播報20:00的國際新聞，劉麗惠與劉善群播報22:00新聞，每週六至週日19:30～20:00播國語晚間新聞。台視同時宣布：台視原本預定4月28日舉辦35週年台慶暨台視衛星冠軍頻道開播酒會，但因中國國民黨中央委員會將於4月28日在陽明山召開臨時中央常務委員會（一說是中央委員會全體會議），包括中華民國總統兼中國國民黨主席李登輝在內的所有黨政要員與台視董事長簡明景都必須去陽明山開會，故台視與和視傳播（台視衛星冠軍頻道行銷代理商）決定改在5月2日舉辦台慶暨開播酒會。
1997年5月2日下午，台視在台北福華大飯店舉行35週年台慶暨台視衛星冠軍頻道開播酒會，台灣省副省長吳容明、和展廣告（今和展影視）總經理兼和視傳播董事長徐嘉森與台視副董事長鄭逢時共同按鈕，台視衛星冠軍頻道開播。東聯先進多媒體協助台視統合有線電視系統業者購買台視衛星冠軍頻道公開播映權。
1997年5月15日，台視宣布，台視衛星冠軍頻道因台視評估錯誤而停播，是壯士斷腕。徐嘉森表示，台視衛星冠軍頻道無法掌握有線電視系統業者，大台北地區觀眾多半看不到，開播兩星期以來已虧損近新台幣兩千萬元，有力使不出來，再多的錢也看不到效果，停播是不得已。
1997年5月16日00:00，台視衛星冠軍頻道停播並結束全部工作。同日，《聯合報》披露，徐嘉森是在三天前向台視總經理李聖文提出結束合作關係，李聖文經過兩天的考慮後同意結束合作，台視不要求和視傳播支付違約賠償金，和視傳播將解散；而台視衛星冠軍頻道節目製作單位多半是台視新聞部人員，所以暫時維持原作業方式，所有人力與器材仍作為新聞部資源。
東聯先進多媒體董事蔡豪認為，台視衛星冠軍頻道失敗的原因有二：
1. 台視不在有線電視系統業者與頻道商或頻道代理商換約時進入有線電視市場；
2. 台視向有線電視系統業者收取台視衛星冠軍頻道接收費，而不像1997年3月之後出現的新頻道商大多不收取接收費，有線電視系統業者當然不買台視衛星冠軍頻道公開播映權。

直到2015年1月1日台視新聞台在有線電視系統開播後，除首次必載的台視主頻以外，台視才有旗下頻道大規模在有線電視系統上架的情形。